# 科馬里夫卡 (別列扎內區)
49°26′32″N 25°3′27″E / 49.44222°N 25.05750°E
科馬里夫卡（烏克蘭語：Комарівка）是位於烏克蘭西南部的村莊，由泰爾諾皮爾州泰爾諾皮爾區的貝雷扎尼市鎮負責管轄。該村始建於1723年，面積3.5平方公里，2014年人口203，人口密度每平方公里628.6人。